# (50033) Perelman
(50033) Perelman es un asteroide el cinturón principal descubierto el 3 de enero de 2000 por Stefano Sposetti desde el Observatorio Astronómico de Gnosca en Suiza.

## Designación y nombre
Designado provisionalmente como 2000 AF48. Está nombrado en honor del matemático ruso Grigori Perelmán.